# Sikorscy
Zasugerowano, aby ten artykuł podzielić na różne artykuły – podzielić na kilka haseł o zupełnie różnych rodach szlacheckich o tym samym nazwisku i innych herbach.
Sikorscy − nazwisko kilku polskich rodów szlacheckich, także nazwa kilku herbów własnych, przysługujących niektórym Sikorskim.

## Sikorscy herbuŚlepowron
Szlachta mazowiecka i podlaska, głównie zaściankowa, herbu Ślepowron, w wielu liniach istniejąca do dziś. Niektóre gałęzie używały błędnie herbu Kopaszyna.
Ród Sikorskich pieczętujących się herbem Ślepowron pochodził prawdopodobnie z Sikor koło Szreńska na Mazowszu. Jego przedstawiciele założyli na Podlasiu w XV wieku kolejne wsie − w ziemi bielskiej w parafii Kobylin Borzymy oraz w ziemi drohickiej w parafii Rozbity Kamień.
Najstarsze wzmianki pisane, jakie przetrwały do naszych czasów pochodzą z XV w. Dokument z ziemi bielskiej z 1421 roku wymienia Stanisława ze wsi Sikory. W dokumencie z 1463 roku ogólnie wspomniana jest szlachta z Sikor – Sikorscy z ziemi drohickiej.
Przy badaniu genealogii rodu Sikorskich z ziemi drohickiej bardzo pomocne są zachowane spisy tzw. pogłównego z 1662 i 1676 r. Dowiadujemy się z nich wiele o liczebności i zamożności poszczególnych rodzin, mieszkających w dwóch wsiach Sikorach − Dużych i Małych. Oprócz rodu Sikorskich we wsi mieszkali przedstawiciele innych rodów szlacheckich: Wojewódzcy, Przygodzcy, Księżopolscy, Paczóscy i Wężowie. Ci ostatni byli dziedzicami sąsiedniego Rozbitego Kamienia i Węży a w drugiej połowie XVII wieku mieli swoje udziały w obu Sikorach. Na 14 rodzin mieszkających w 1676 r. w Sikorach w parafii Rozbity Kamień, 9 nosiło nazwisko Sikorscy.
Współcześnie na terenie byłego województwa siedleckiego mieszka około 550 osób, posługujących się nazwiskiem rodowym Sikorski. W powiecie sokołowskim Sikorscy mieszkają m.in. w: Sokołowie, Błonieu, Brzozowie, Dmochach, Dzierzbach, Kiełpińcu Korabach, Kosowie Lackim, Kowiesach, Krasnodębach, Kasmach, Księżopolu, Kupientynie, Mursach, Przywózkach, Ratyńcu, Remiszewie, Sabniach, Trebieniu, Wańtuchach, Wojewódkach, Wólce Okrąglik.

## Sikorscy herbuKopaszyna
Bartosz Paprocki w swoim dziele "Herby rycerstwa polskiego", które zostało po raz pierwszy zebrane i wydane r. p. 1584 wymienia Sikorskich herbu Kopaszyna jako szlachtę zamieszkującą Podgórze − Podgórze Wielickie, parafię Gaj.
Herbem Kopaszyna pieczętował się także Mikołaj Sikorski − właściciel wsi Sikorzyn w Wielkopolsce. Według Herbarza Arsenalskiego Mikołaj został nobilitowany przez króla Stanisława Augusta 6 sierpnia 1784 i od tego momentu używał herbu Kopaszyna.
W XIX wieku herb Kopaszyna był już błędnie przypisywany Sikorskim z Podlasia.

## Sikorscy herbuCietrzew

Herb Cietrzew

Herb Sikorski I (Cietrzew odm.)

Ród szlachty kaszubskiej, osiadłej w Prusach, Pomorzu, Kujawach i poznańskim.
Niektóre ich gałęzie używają herbów Sikorski I, Sikorski II, Sikorski III, Sikorski IV i Sikorski V.
Ród ten wywodzi się ze wsi Sikorzyno, leżącej na skraju dawnego pow. kartuskiego pod Kościerzyną. Wieś ta należała w średniowieczu do okręgu Pirsna i wraz z innymi 20 wsiami i samą Kościerzyną przekazana została przez księcia gdańskiego Mściwoja II kuzynce Gertrudzie, córce Sambora, księcia tczewskiego. Zapisana wtedy (w r. 1284) została jako Sicorino. Zapis ten trzeba czytać Sikorzyna, a więc nazwa wsi brzmiała tak, jak dziś.

## Sikorscy herbuLis
Szlachta Podkarpacia i Małopolski wywodząca się najprawdopodobniej ze wsi Sikorzyce w okolicach Tarnowa. W wiekach od XVI do XVIII przybyła na Podkarpacie z centralnych ziem polskich.

## Sikorscy herbuLubicz
W opracowaniu Elżbiety Sęczys pod tytułem "Szlachta wylegitymowana w Królestwie Polskim w latach 1836-1861" występuje:
Sikorski Stanisław Michał h. Lubicz leg. 1847. Jest to jedyny przypadek występowania Sikorskiego tego właśnie herbu.